# Carlo Turcato
Carlo Turcato (Cervignano del Friuli, 1921. szeptember 22. – Padova, 2017. június 2.) olimpiai ezüstérmes olasz kardvívó.
Az 1948-as londoni olimpián kardcsapatban ezüstérmet szerzett Gastone Darèval, Vincenzo Pintonnal, Mauro Raccával, Renzo Nostinivel és Aldo Montanóval. 1955-ben a Luxardo-trófea első győztese volt.